# بیارش گریک
بیارش گریک (به انگلیسی: Get him to the greek) فیلم کمدی آمریکایی است که در سال ۲۰۱۰، و به کارگردانی نیکلاس استلر و با بازی جونا هیل و راسل برند ساخته شده‌است. فیلم نخستین بار در ۴ ژوئن ۲۰۱۰ اکران شد شد. فیلم در واقع برداشتی از فیلم فراموش کردن سارا مارشال، ساخته ۲۰۰۸ است.

## خلاصه داستان
یک فارغ التحصل ایدالیست کالج، آرون گرین (جونا هیل)، که برای یک مؤسسه راک استار در لوس آنجلس کار می‌کند می‌باشد. او مأموریت پیدا می‌کند تا یک ستاره پاپ انگلیسی، آلدوس اسنو (راسل برند)، را برای اجرای برنامه در تئاتر «گریک» لوس آنجلس متقاعد کرده و با خود به آمریکا بیاورد. در این راه با مشکلات زیادی مواجه می‌شود که سعی می‌کند همه آنها را حل کند که در هر کدام از این مشکلات صحنه‌های خنده‌داری پیش می‌آید. در این بین در طی آشنایی آرون و اسنو، زندگی و طرز فکر اسنو تغییر می‌کند. زندگی آرون نیز از حالت ایده‌آلیست مفرط خارج می‌شود و رنگ واقعی‌تری به خود می‌گیرد.